# Campeonato Europeo de Curling Masculino de 2019
El XLV Campeonato Europeo de Curling Masculino se celebró en Helsingborg (Suecia) entre el 16 y el 23 de noviembre de 2019 bajo la organización de la Federación Mundial de Curling (WCF) y la Federación Sueca de Curling.
Las competiciones se realizaron en el Olympiarinken de la ciudad sueca.

## Tabla de posiciones
| Pos | Equipo       | G | P | G–P |
| --- | ------------ | - | - | --- |
| 1   | Suecia       | 9 | 0 | –   |
| 2   | Suiza        | 6 | 3 | –   |
| 3   | Dinamarca    | 5 | 4 | 2–1 |
| 4   | Escocia      | 5 | 4 | 2–1 |
| 5   | Italia       | 5 | 4 | 1–2 |
| 6   | Noruega      | 5 | 4 | 1–2 |
| 7   | Alemania     | 4 | 5 | –   |
| 8   | Países Bajos | 3 | 6 | –   |
| 9   | Rusia        | 2 | 7 | –   |
| 10  | Inglaterra   | 1 | 8 | –   |

## Cuadro final
|  | Semifinales | Semifinales |   |         | Final        | Final |  |
|  |             |             |   |         |              |       |  |
|  |             |             |   |         |              |       |  |
|  | Suecia      | 8           |   |         |              |       |  |
|  | Escocia     | 4           |   |         |              |       |  |
|  |             |             |   |         |              |       |  |
|  |             |             |   |         |              |       |  |
|  |             |             |   |         | Suecia       | 9     |  |
|  |             | Suiza       | 3 |         |              |       |  |
|  |             |             |   |         |              |       |  |
|  |             |             |   |         |              |       |  |
|  |             |             |   |         | Tercer lugar |       |  |
|  |             |             |   |         |              |       |  |
|  | Suiza       | 8           |   | Escocia | 7            |       |  |
|  | Dinamarca   | 5           |   |         | Dinamarca    | 2     |  |

## Medallistas
| Evento | Oro                                                                                            | Plata                                                                                            | Bronce                                                                             |
| ------ | ---------------------------------------------------------------------------------------------- | ------------------------------------------------------------------------------------------------ | ---------------------------------------------------------------------------------- |
| Equipo | Suecia · Niklas Edin · Oskar Eriksson · Rasmus Wranå · Christoffer Sundgren · Daniel Magnusson | Suiza · Yannick Schwaller · Michael Brunner · Romano Meier · Marcel Käufeler · Lucien Lottenbach | Escocia Ross Paterson Kyle Waddell Duncan Menzies Michael Goodfellow Craig Waddell |